# Mesopolobus maculicornis
Mesopolobus maculicornis är en stekelart som först beskrevs av Giraud 1863.  Mesopolobus maculicornis ingår i släktet Mesopolobus och familjen puppglanssteklar. Arten är reproducerande i Sverige. Inga underarter finns listade i Catalogue of Life.